# El Lebrijano

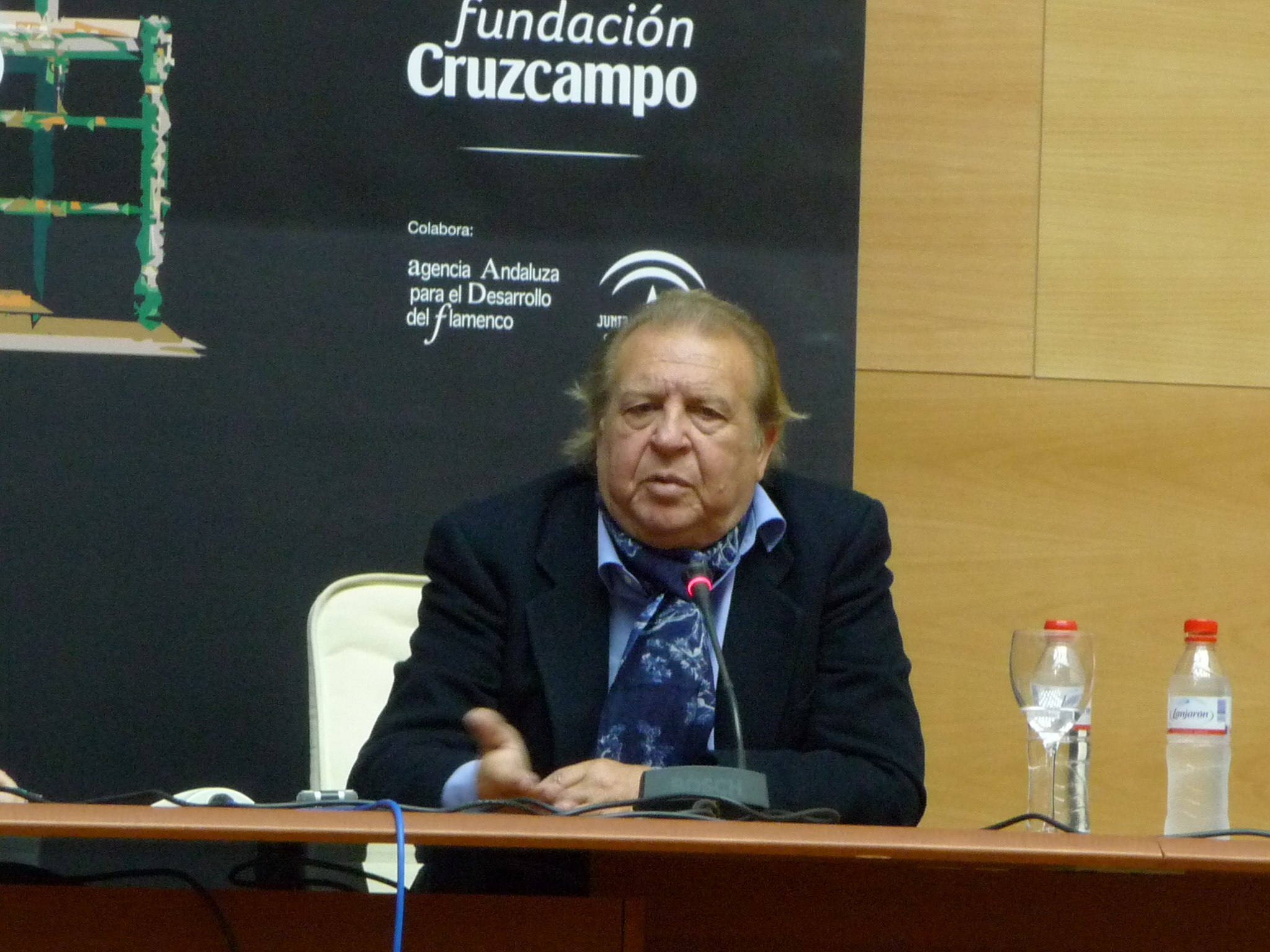
Lebrijano, vor 2011

El Lebrijano, eigentlich Juan Peña Fernández, auch Juan Peña „El Lebrijano“ (* 8. August 1941 in Lebrija, Provinz Sevilla; † 13. Juli 2016 in Sevilla) war ein bedeutender Flamencosänger. Als Sohn von La Perrata, einer nicht professionell tätigen, aber in der Fachwelt hoch geschätzten Sängerin, wuchs er im vom Flamenco geprägten Milieu andalusischer Gitanos auf. Wie sein älterer Bruder Pedro Peña (* 1939) begann er als Kind Gitarre zu spielen und trat daher Anfang der 1960er Jahre zunächst abwechselnd als Sänger und Begleitgitarrist in den Tablaos von Sevilla und Madrid in Erscheinung, wandte sich aber aufgrund seiner überragenden stimmlichen Qualitäten schon bald ausschließlich dem Flamenco-Gesang zu, worauf er 1964 einen bedeutenden Gesangswettbewerb in Mairena del Alcor gewinnen konnte.
Nachdem er bereits auf seinen ersten Einspielungen von namhaften Gitarristen begleitet worden war, veröffentlichte er 1970 ein Musikalbum mit dem Gitarristen Paco de Lucía. Seit dem in den 1975er Jahren in Spanien einsetzenden Demokratisierungsprozess suchte er, wie viele andere Künstlerinnen und Künstler seiner Generation, nach neuen Ausdrucksmöglichkeiten im Flamenco. So widmete er sich zunehmend politisch engagierten Flamenco-Projekten (1976 mit dem Dichter Felix Grande Persecución, deutsch „Verfolgung“, über die jahrhundertealte Diskriminierung der Gitanos 1992 Tierra) und der Zusammenarbeit mit Musikern aus anderen Genres und anderen Kulturen (1985 Encuentro, deutsch „Begegnung“, mit dem Gitarristen Paco Cepero und dem Orquesta Andalusí de Tánger), wodurch er zu einem der Wegbereiter eines modernen und weltoffenen Flamenco wurde.

## Diskografie
- 1963: Los ejes de mi carreta
- 1964: Grabacion con la guitarra de Nino Ricardo
- 1966: Grabacion con la guitarra de Melchor de Marchena
- 1969: Grabacion con las guitarras de Paco de Lucia y Nino Ricardo
- 1970: El Lebrijano con la guitarra de Paco de Lucia
- 1971: La palabra de Dios a un gitano
- 1976: Persecución
- 1977: El cante se describe con L
- 1978: Obra grabada en le teatro Real
- 1982: Ven y Sigueme, mit Rocío Jurado und Manolo Sanlúcar
- 1985: Encuentro, mit dem Orquesta Andalusi de Tanger
- 1992: Tierra
- 1996: Casablanca
- 1998: Lagrimas de cera
- 2001: Suenos en el aire
- 2003: Yo me Ilamo Juan